# Bahnstrecke Metz–Château-Salins
| Streckennummer (SNCF): | 99 000               |                                                       |                                                       |
| Streckenlänge: | 58,04 km             |                                                       |                                                       |
| Spurweite: | 1435 mm (Normalspur) |                                                       |                                                       |
| |                      |                                                       |                                                       |
| \| \| \| Bahnstrecke Metz–Luxemburg von Luxembourg \| \| \| \| 0,0 \| Metz-Ville \| (178 m) \| \| \| \| Bahnstrecke Lérouville–Metz nach Lérouville und Nancy \| \| \| \| 3,3 \| Bahnstrecke Réding–Metz-Ville nach Saarbrücken \| Bahnstrecke Réding–Metz-Ville nach Saarbrücken \| \| \| 6,2 \| Streckenende ⊙ \| Streckenende ⊙ \| \| \| 8,2 \| Augny (Auning) \| Augny (Auning) \| \| \| 10 \| Marly (Marleien) \| Marly (Marleien) \| \| \| 13 \| Coin-les-Cuvry (Kuberneck) \| Coin-les-Cuvry (Kuberneck) \| \| \| 15,5 \| Coin-sur-Seille (Selzeck) \| Coin-sur-Seille (Selzeck) \| \| \| \| Seille (Mosel) \| \| \| \| 17,5 \| Pommerieux-Verny (Pomeringen-Werningen) \| Pommerieux-Verny (Pomeringen-Werningen) \| \| \| 19,5 \| Goin-Sillegny (Göhn-Sillingen) \| Goin-Sillegny (Göhn-Sillingen) \| \| \| 22,5 \| Louvigny (Loveningen \| Louvigny (Loveningen \| \| \| 25,5 \| Vigny (Wingert (Lothr.)) \| Vigny (Wingert (Lothr.)) \| \| \| \| LGV Est européenne \| \| \| \| \| Secourt (Mosel) \| \| \| \| 29,5 \| Anschlussgleis Munitionsdepot Ressaincourt \| Anschlussgleis Munitionsdepot Ressaincourt \| \| \| 29,5 \| Secourt-Solgne \| Secourt-Solgne \| \| \| 35 \| Liocourt (Linhofen) \| Liocourt (Linhofen) \| \| \| 38 \| Puzieux (Püschingen) \| Puzieux (Püschingen) \| \| \| 41 \| Delme (Delm) \| Delme (Delm) \| \| \| 43,4 \| Oriocourt (Orhofen) \| Oriocourt (Orhofen) \| \| \| 47 \| Fresnes-en-Saulnois (Eschen am Wald) \| Fresnes-en-Saulnois (Eschen am Wald) \| \| \| \| Bahnstrecke Champigneulles–Sarralbe \| v. Sarreguemines \| \| \| 58,1 \| Château-Salins \| (206 m) \| \| \| \| zur Bahnstrecke Champigneulles–Sarralbe \| \| |                      |                                                       |                                                       |
| Strecke |                      | Bahnstrecke Metz–Luxemburg von Luxembourg             | Bahnstrecke Metz–Luxemburg von Luxembourg             |
| Bahnhof | 0,0                  | Metz-Ville                                            | (178 m)                                               |
| Abzweig geradeaus, nach rechts und von rechts |                      | Bahnstrecke Lérouville–Metz nach Lérouville und Nancy | Bahnstrecke Lérouville–Metz nach Lérouville und Nancy |
| Abzweig geradeaus und nach links | 3,3                  | Bahnstrecke Réding–Metz-Ville nach Saarbrücken        | Bahnstrecke Réding–Metz-Ville nach Saarbrücken        |
| | 6,2                  | Streckenende ⊙                                        | Streckenende ⊙                                        |
| Bahnhof (Strecke außer Betrieb) | 8,2                  | Augny (Auning)                                        | Augny (Auning)                                        |
| Haltepunkt / Haltestelle (Strecke außer Betrieb) | 10                   | Marly (Marleien)                                      | Marly (Marleien)                                      |
| Bahnhof (Strecke außer Betrieb) | 13                   | Coin-les-Cuvry (Kuberneck)                            | Coin-les-Cuvry (Kuberneck)                            |
| Haltepunkt / Haltestelle (Strecke außer Betrieb) | 15,5                 | Coin-sur-Seille (Selzeck)                             | Coin-sur-Seille (Selzeck)                             |
| Brücke über Wasserlauf (Strecke außer Betrieb) |                      | Seille (Mosel)                                        | Seille (Mosel)                                        |
| Bahnhof (Strecke außer Betrieb) | 17,5                 | Pommerieux-Verny (Pomeringen-Werningen)               | Pommerieux-Verny (Pomeringen-Werningen)               |
| Haltepunkt / Haltestelle (Strecke außer Betrieb) | 19,5                 | Goin-Sillegny (Göhn-Sillingen)                        | Goin-Sillegny (Göhn-Sillingen)                        |
| Bahnhof (Strecke außer Betrieb) | 22,5                 | Louvigny (Loveningen                                  | Louvigny (Loveningen                                  |
| Bahnhof (Strecke außer Betrieb) | 25,5                 | Vigny (Wingert (Lothr.))                              | Vigny (Wingert (Lothr.))                              |
| |                      | LGV Est européenne                                    |                                                       |
| Brücke über Wasserlauf (Strecke außer Betrieb) |                      | Secourt (Mosel)                                       | Secourt (Mosel)                                       |
| Abzweig geradeaus und von rechts (Strecke außer Betrieb) | 29,5                 | Anschlussgleis Munitionsdepot Ressaincourt            | Anschlussgleis Munitionsdepot Ressaincourt            |
| Bahnhof (Strecke außer Betrieb) | 29,5                 | Secourt-Solgne                                        | Secourt-Solgne                                        |
| Bahnhof (Strecke außer Betrieb) | 35                   | Liocourt (Linhofen)                                   | Liocourt (Linhofen)                                   |
| Haltepunkt / Haltestelle (Strecke außer Betrieb) | 38                   | Puzieux (Püschingen)                                  | Puzieux (Püschingen)                                  |
| Bahnhof (Strecke außer Betrieb) | 41                   | Delme (Delm)                                          | Delme (Delm)                                          |
| Bahnhof (Strecke außer Betrieb) | 43,4                 | Oriocourt (Orhofen)                                   | Oriocourt (Orhofen)                                   |
| Bahnhof (Strecke außer Betrieb) | 47                   | Fresnes-en-Saulnois (Eschen am Wald)                  | Fresnes-en-Saulnois (Eschen am Wald)                  |
| Abzweig geradeaus und von links (Strecke außer Betrieb) |                      | Bahnstrecke Champigneulles–Sarralbe                   | v. Sarreguemines                                      |
| Bahnhof (Strecke außer Betrieb) | 58,1                 | Château-Salins                                        | (206 m)                                               |
| Strecke (außer Betrieb) |                      | zur Bahnstrecke Champigneulles–Sarralbe               | zur Bahnstrecke Champigneulles–Sarralbe               |

Die Bahnstrecke Metz–Château-Salins war eine eingleisige, nicht elektrifizierte Eisenbahnstrecke in Lothringen. Sie wurde zum 1. Mai und zum 1. Dezember 1904 von den Reichseisenbahnen in Elsaß-Lothringen aus strategischen Gründen in zwei Abschnitten gebaut und für den Verkehr freigegeben. Mit der Kursbuchnummer 216f war sie als Anschlussbahn zur Bahnstrecke Paris–Strasbourg (Nr. 216) vorgesehen.
Die Strecke verlief mehr oder weniger parallel zur Deutsch-Französischen Grenze. Nach den beiden verlorenen Weltkriegen wechselte die Strecke jeweils an die Französische Ostbahn. Während der deutschen Besatzungszeit 1940–1945 wurden die Namen der Bahnhöfe eingedeutscht. Die wirtschaftlich nicht profitable Strecke wurde für den Personenverkehr 1953 und für den Güterverkehr 1972 geschlossen. In Château-Salins bestand Anschluss zur Bahnstrecke Champigneulles–Sarralbe. Die Entwidmung der Strecke wurde ebenfalls in zwei Abschnitten im Juli 1973 und im Dezember 1992 durchgeführt. Ab dem Bahnhof Augny bei Streckenkilometer 8,3 sind die Gleise abgebaut und die Trasse ist heute vielfach mit Straßen überbaut.